# David V. Goeddel
David VanNorman Goeddel (* 3. Mai 1951 in Pasadena, Kalifornien) ist ein US-amerikanischer Biochemiker und Biotechnologie-Unternehmer.

## Leben und Wirken
Goeddel erwarb an der University of California, San Diego einen Bachelor in Chemie und an der University of Colorado einen Ph.D. in Biochemie.
Goeddel war 1978 der erste Wissenschaftler, den das Biotechnologie-Unternehmen Genentech einstellte. Goeddel blieb bis 1993 bei Genentech, wo er verschiedene Positionen innehatte, zuletzt die des Direktors für Molekularbiologie. 1991 gehörte Goeddel zu den Gründern des Biotechnologie-Unternehmens Tularik, wo er bis 1996 als Vizepräsident für Forschung wirkte, dann bis 2004 als Chief Executive Officer, bevor Tularik für 1,3 Milliarden US-Dollar an Amgen verkauft wurde, wo Goeddel wiederum bis 2006 als Vizepräsident für Forschung (Senior Scientific Vice President) tätig war.
Goeddel trug mit seinen grundlegenden Arbeiten zu Klonierung und Expression von Genen wesentlich zur Entwicklung gentechnisch hergestellter Medikamente wie Humaninsulin, Somatropin, Interferon-alpha, Interferon-gamma oder Gewebespezifischer Plasminogenaktivator bei Genentech bei.
Aktuell (Stand 2016) ist Goeddel in leitender Position bei The Column Group tätig, einem Risikokapital-Unternehmen der Biotechnologie-Branche mit Schwerpunkt auf neue (pharmakologische) Therapien.

## Auszeichnungen (Auswahl)
- 1984 Eli Lilly Award in Biological Chemistry[2]
- 1988 Scheele-Preis der Schwedischen Pharmazeutischen Gesellschaft (Apotekarsocieteten)
- 1990 Fellow der American Association for the Advancement of Science
- 1994 Mitglied der National Academy of Sciences[3]
- 1994 Mitglied der American Academy of Arts and Sciences[4]
- 1999 Gabbay Award[5]
- 2003 Warren Alpert Foundation Prize[6]